# دان بولينج
دان بولينج هو سياسي أمريكي، ولد في 16 نوفمبر 1946 في بلوفيلد في الولايات المتحدة. نشط حزبياً في الحزب الديمقراطي. وقد انتخب عضو مجلس نواب فرجينيا ‏.